# Phlogophora culminis
Phlogophora culminis là một loài bướm đêm trong họ Noctuidae.